# The Adventures of Robin Hood (datorspel)
The Adventures of Robin Hood är ett peka-och-klicka-äventyr, utvecklat av Firstlight och utgivet av Millennium Interactive. Det gavs ut 1991 till Amiga 500/600, Atari ST och MS-DOS.
Handlingen introduceras tidigt när Robin Hood blir berövad sin titel och utkastad från sitt slott av Nottinghams sheriff. Man antar sedan rollen som Robin för att uträtta många hjältemodiga gärningar från brottsling till hjälte och slutligen återta det som en gång hade tillhört honom. 
Befolkningen i spelet utför sina sysslor och lever som normalt under årstiderna, så man kan tillbringa sin tid att bara experimentera och spatsera omkring. Spelandet är relativt olinjärt.